# Расяк, Гжегож
Гжегож Расяк (пол. Grzegorz Rasiak; род. 12 января 1979, Щецин; ПНР) — польский футболист, нападающий.

## Карьера

### Клубная
Футбольную карьеру начинал в польских клубах: «Варта», «Белхатув», «Одра» (Водзислав-Слёнски). В 2001—2004 годах выступал в «Дискоболию», за которую сыграл в польском чемпионате 66 матча и забил 34 гола. С осени 2004 года стал выступать в «Дерби Каунти», где в первом же сезоне забил 16 голов. 31 августа 2005 года, в последний день трансферного окна, перешёл в «Тоттенхэм Хотспур». Однако уже в феврале 2006 года был отдан в аренду в «Саутгемптон», а после окончания чемпионата подписал с клубом контракт. В 2008 году отдавался в аренду «Болтону», искавшему замену Николя Анелька, перешедшему в «Челси». В сезоне 2008/09 был снова отдан в аренду, на этот раз в «Уотфорд». Летом 2009 года перешёл в «Рединг». 20 августа 2010 года перешёл на правах свободного агента в лимасольский «АЕЛ». В августе 2011 года вернулся в Польшу, перейдя в «Ягеллонию». С 2012 по 2013 выступал за гданьскую «Лехию».

### В сборной
Участник чемпионата мира 2006.